# لاله مصطفى باشا
لاله قره مصطفى باشا (1500-1580) هو قائد عسكري وصدر أعظم عثماني. أصله ألباني أو بوسني، وزوجته هي فاطمة خاتون.
كان قائمقام إيالة مصر عام 1549 م ورقي إلى مستوى «بكلربك» في دمشق (أي أمير الأمراء) في دمشق الشام. كان قائد القوات العثمانية في فتح قبرص عام 1570م حيث قاتل البنادقة لانتزاع الجزيرة منهم، وافتتح القوقاز عام 1578م منتزعًا إياه من الدولة الصفوية. حمل الصدارة العظمى سنة 1003هـ الموافق 1580م لعده شهور حتى وفاته. عرف بقسوته تجاه أعدائه وانتقامه الشنيع منهم ومثال ذلك ما فعله ما قائد وحامية مدينة الماغوصة أثناء فتح قبرص، حيث أعطاهم الأمان عند استسلامهم لكنه أمر بسلخهم أحياء  وقدم تبريراً على هذا أن قائد الحامية كان يعذب أسراه من الجنود المسلمين.
كان أخيه الأكبر «خسرو باشا» وزيراً أيضاً، وكان ينتمي لعائلة صقللي التي منها الصدر الأعظم صقللي محمد باشا وبالرغم من القرابة بينهما إلا أن العداء بينهما كان متواصلاً حيث كان السلطان سليم الثاني قد وعد مصطفى باشا بالصدارة العظمى إذا ساعده على بلوغ السلطنة، لكنه عاد وخلف بوعده وأبقى على صقللي محمد باشا صدراً أعظم طيلة حكمه.
لقب بـ«قره» وتعني الشجاع وبـ«لاله» وهي كلمة تركية تعني المربي، حيث كان مصطفى باشا مربي الشاهزاده بايزيد ابن السلطان سليمان وموضع ثقه من الشاهزاده المذكور. نجح سليم شقيق بايزيد ومنافسه على العرش في إقناع مصطفى باشا بخيانة بايزيد حيث سرب له الباشا معلومات عن نية السلطان في تولية الأمير سليم ولاية العهد رسمياً وشجعه على الثورة على السلطان مع وعد بدعمه، غير أنه لم يقدم دعماً فعلياً للأمير لا مادياً ولا عسكرياً وترك الأمير وجيشه فريسة لجيشي الأمير سليم والوزير صقللي محمد باشا مبعوث السلطان مما ألجأ بايزيد للهرب للدولة الصفوية ثم أعٌدِمَ وأبنائه لاحقا. توفي عام 1580م ودفن بجوار مسجد أبو أيوب الأنصاري بإسطنبول وصمم قبره المعماري سنان آغا.
وهو والد جدة آل مردم بك الأسرة الدمشقية بنى مسجدين أحدهما في دمشق والآخر في قبرص، كما اشتهر بكثرة أعماله الخيرية.

## الهامش
1. ↑   https://mairi.me/-/1012202. {{استشهاد ويب}}: |url= بحاجة لعنوان (مساعدة) والوسيط |title= غير موجود أو فارغ (من ويكي بيانات) (مساعدة)
2. ↑  مثل ملك الملوك أو شاهنشاه
3. ↑  القائد لالا مصطفى يفتح قبرص قصة الإسلام نسخة محفوظة 12 أبريل 2016 على موقع واي باك مشين.
4. ↑  كبار الوزارة في الدولة العثمانية تاريخ الحكام والسلالات الحاكمة نسخة محفوظة 03 أكتوبر 2017 على موقع واي باك مشين.
5. ↑  مسجد جنين الكبير مؤسسة فلسطين للثقافة نسخة محفوظة 26 أغسطس 2014 على موقع واي باك مشين.
6. ↑  محمد شريف عدنان الصواف (2010). موسوعة الأسر الدمشقية تاريخها أنسابها أعلامها (بيت الحكمة، 2010) (ط. 2). دمشق: بيت الحكمة للطباعة والنشر والتوزيع. ج. 3. ص. 433-447. ISBN:978-9933-400-02-6. OCLC:1164377020. OL:45307493M. QID:Q113576496.